# りらいあコミュニケーションズ
りらいあコミュニケーションズ株式会社は、かつて存在したコールセンターの受託運営・設置・人材育成を行う大手のテレマーケティング会社。ジョブポケットを展開していた。
2023年9月1日、株式会社KDDIエボルバに吸収合併される形で経営統合。株式会社KDDIエボルバはアルティウスリンク株式会社に商号変更した。

## 沿革
- 1987年6月23日 - 株式会社もしもしホットライン設立
- 1994年4月 - 本社を渋谷区代々木に移転
- 1998年10月2日 - 株式を店頭公開
- 2000年11月 - 東証2部上場
- 2002年3月 - 東証1部上場
- 2015年10月 - りらいあコミュニケーションズ株式会社に商号変更
- 2023年
  - 1月 - 三井物産の完全子会社となり、KDDIエボルバと経営統合することを発表[2]
  - 7月5日 - 三井物産の完全子会社であるOtemachi Holdings合同会社が、株式公開買付けにより議決権所有割合ベースで53.74%の株式を取得。三井物産の持株比率が間接保有分を含め90.30%となる[3]
  - 7月27日 - 東証プライム市場上場廃止
  - 7月31日 - 株式売渡請求により株主がOtemachi Holdings合同会社及び三井物産のみとなる[4]
  - 8月31日 - Otemachi Holdings合同会社を吸収合併、三井物産の完全子会社となる[1]
  - 9月1日 - KDDIエボルバと経営統合。同社は商号をアルティウスリンク株式会社に変更した[1]。

## ジョブポケット
ジョブポケット (jobpocket) は、りらいあコミュニケーションズの一部門で、コールセンターを中心としたアルバイト・派遣・一部事務のアルバイトの求人募集を行っている。同時にjobpocket.jpサイトで、日本全国のコールセンターの人材募集を行っている。
2001年7月に採用センターを開設。jobpocket.jpは2004年1月16日にアドレス登録を行い、現在に至る。年間10,000名以上の人材採用を行う。

## トピックス

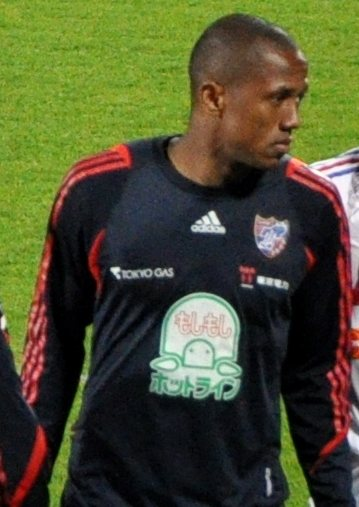
FC東京に所属していたカボレ。

- かめひよというマスコットキャラクターがいる。2006年5月からFC東京の練習着・ジャージーの胸スポンサーを務めており、同チームのホームゲームにかめひよが現れることもある。

## 不祥事
りらいあコミュニケーションズは、東京電力エナジーパートナーから電話による電力・ガス販売の勧誘業務を請け負っていたが、判明している2019年10月分に顧客との勧誘電話において顧客との会話の録音データを改ざん・捏造していたこと、日本経済新聞報道によると2019年の1年間で44件の音声改ざんがあった事が明らかになった。自らの音声が不正に編集された顧客らが朝日新聞の取材に応じ、契約を断ったやり取りをそっくり変えられたり、都合のいい部分をつなげて契約が成立したように見せかけられたりしていた。
同社は2020年6月11日付でお詫びと再発防止を表明した。同年6月13日の報道によると、不正な音声編集は現場トップの管理者が主導していたこと・ルールを逸脱した電話勧誘が責任者によって隠されていたことが伝えられた。東電から委託を受けた同社は、契約件数が伸び悩む中、「奪回」と呼ばれる部署では営業目標を達成しようと、夜遅くの電話や高齢者への強引な勧誘が行われ、消費生活センターなどへのクレームが増えた。このため、不適切な営業実態を隠す音声編集が始まったという。
2020年8月、同社は「業績を牽引する部門・社員を無条件に評価し、行きすぎた数字優先の考え方を助長してしまった」と分析。「企業理念や倫理観より結果が優先され、隠す・ごまかす・適当にやり過ごすといった悪しき企業文化が形成された」とし、真摯に反省する基本方針を公表した。

## 関連会社
- 株式会社マックスコム
- 株式会社ビジネスプラス（特例子会社）
- 株式会社ウィテラス
- りらいあデジタル株式会社
- MOCAP Limited.
- RELIA Vietnam Joint Stock Company
- Inspiro Relia, Inc.
- Infocom Technologies, Inc.